# Bjørn Kornerup
Bjørn Stisgaard Kornerup (8. maj 1896 på Frederiksberg – 5. november 1957 sammesteds) var en dansk rigsarkivar, kongelig ordenshistoriograf og kirkehistoriker.
Kornerup var søn af figurmaler Valdemar Kornerup og hustru Agnes f. Stisgaard, blev student fra Frederiksborg lærde Skole 1914, vandt Københavns Universitets guldmedalje 1919 og blev cand.theol. 1921. Han var på studierejse til Tyskland og Østrig 1924, til Italien 1926. Han var ved Landsarkivet for Nørrejylland i Viborg 1925-1927. Ved Rigsarkivet fra 1927. Han blev dr.theol. i 1928, leder af Rigsarkivets 2. afdeling 1943 og overarkivar 1946. Han blev æresdoktor i teologi ved Uppsala Universitet 1952.
Sammen med Hal Koch redigerede han og var medforfatter til værket Den danske kirkes historie (8 bind, 1955-1960). Han var desuden forfatter og udgiver af en lang række lærdoms- og kirkehistoriske udgivelser, såsom Frederiksborgs statsskoles historie, 1630-1830 (1933), Hans Tausens Postil. Bd. 1-2 (2 bind, 1934), Det kongelige Danske Selskab for Fædrelandets Historie 1745-1945 (1945) og Caspar Paludan-Müller. Et Udvalg af hans Optegnelser og Breve (2 bind, 1954).
Han var medarbejder ved Kirkeleksikon for Norden, Dansk biografisk Leksikon, Historisk Tidsskrift og Teologisk Tidsskrift samt medudgiver af Kirkehistoriske Samlinger 1939. Bjørn Kornerup var formand for Samfundet for Dansk genealogi og Personalhistorie 1949-1957 og kongelig ordenshistoriograf 1951-1957. Han var desuden kasserer i Det kongelige danske Selskab for Fædrelandets Historie fra 1955 frem til sin død i 1957 (blev medlem 1937). Ved sin død var han Ridder af 1. grad af Dannebrog.
Derudover var Kornerup medlem af bestyrelsen for Selskabet for Danmarks Kirkehistorie fra 1925 (formand fra 1949), af Arkivarforeningen 1932-50 (formand 1943-50), af Dansk Historisk Fællesfond fra 1944 (sekretær fra 1950) og af repræsentantskabet for Holberg-Samfundet 1941. Desuden medlem af Det Danske Sprog- og Litteraturselskab 1931 (bestyrelsesmedlem 1949), af Selskabet for Udgivelse af Kilder til dansk Historie 1932, af Selskabet for dansk Kulturhistorie 1936 (formand 1953-55), af Kungliga Samfundet för utgivande av handskrifter rörande Skandinaviens historia 1937, af Vetenskaps-Societeten i Lund 1939, af Kungliga Vitterhets, Historie og Antikvitetsakademien i Stockholm og Kungliga Humanistiska Vetenskapssamfundet i Lund 1949, af Det Norske Videnskaps-Akademi i Oslo 1950, af Finska Historiska Samfundet 1950, af Videnskabernes Selskab 1952, af Kungliga Vetenskaps-Societeten i Uppsala 1952 og af den danske komité for historikernes internationale samarbejde; æresmedlem af Norsk Slektshistorisk Forening 1949 og af Finska Kyrkohistoriska Samfundet 1954.
Han blev gift 15. juni 1922 med forfatteren Else Kornerup. Fra 1953 beboede parret æresgæsteboligen på Bakkehuset, Frederiksberg.

## Hovedværker
- Biskop, Dr. theol. Otto Fabricius, 1923.
- Hans Poulsen Resen 1561-1615, disputats, 1928.
- Vor Frue Kirkes og Menigheds Historie, 1929-30.
- Til Minde om H.F. Rørdam, 1930.
- (red.) Hans Tausen I-III, 1932-34.
- Frederiksborg Statsskoles Historie 1630-1830, 1933.
- Breve fra C.F. Wegener 1843-49, 1935.
- Reformationen i Danmark, 1936.
- J.P. Mynsters Visitatsdagbøger, 1-2, 1937.
- Aalborg Stiftshospitals Historie, 1939.
- Lunds Stifts Visitatsbog 1611-37, 1942.
- Vita Johannis Grammii, 1942.
- Danske Kancellis Arkiv, 1943.
- Det kgl. danske Selskab for Fædrelandets Historie 1745-1945, 1945.
- Rejsebreve fra H.N. Clausen, 1946.
- Ribe Katedralskoles Historie I-II, 1947-52.
- Helligaandskirken i København, 1949.
- Confessio eccl. Dan., 1953.
- Biskop H. Martensens Breve I-III, 1955-57.